# Antonius van Koolwijk
Antonius Johannes van Koolwijk O.P. (Winssen, 9 oktober 1836 - Hees, 14 november 1913) was een Nederlands geestelijke van de Rooms-Katholieke Kerk. Hij staat vooral bekend om zijn archeologisch onderzoek naar de indianencultuur op Aruba, Bonaire en Curaçao aan het eind van de 19de eeuw en wordt gezien als de eerste archeoloog van de ABC-eilanden.

## Biografie
Van Koolwijk werd geboren in Winssen en was een van de tien kinderen van Maria van Welie en Hendrik van Koolwijk, oud-rentmeester van Slot Doddendael, oud-burgemeester van Ewijk en Winssen en oud-lid Provinciale Staten Gelderland. Hij begon zijn priesterlijke loopbaan als redemptorist. Kort daarop trad hij uit en vertrok in 1869 naar Suriname, waar hij werkzaam was als onbezoldigd priester. Vanaf 1870 was hij werkzaam op Curaçao, eerst als kapelaan van parochie Santa Rosa en daarna in Otrobanda. Hij werd in 1873 benoemd tot pastoor van de Sint-Ludovicus Bertranduskerk in Rincon, Bonaire. Hij keerde in 1878 terug naar Curaçao, waar hij de parochie van Westpunt onder zijn hoede kreeg. Vanaf 1880 was hij pastoor van de Sint-Franciscuskerk in Oranjestad, Aruba. Van Koolwijk repatrieerde naar Nederland wegens ziekte in 1886 en vroeg in 1888 emeritaat aan. Hij overleed op 77-jarige leeftijd in Hees.

### Archeoloog
Van Koolwijk was niet geschoold, doch toonde zich een fervent waarnemer en veldwerker in de archeologie. Zijn interesse in de Amerindiaanse geschiedenis leidde tot de eerste archeologische onderzoeken op Aruba, Bonaire en Curaçao, waardoor hij beschouwd wordt als de eerste archeoloog van de Benedenwindse Eilanden. Deze verdienste werd in 1887 geëerd met een benoeming tot ridder in de Orde van de Nederlandse Leeuw.

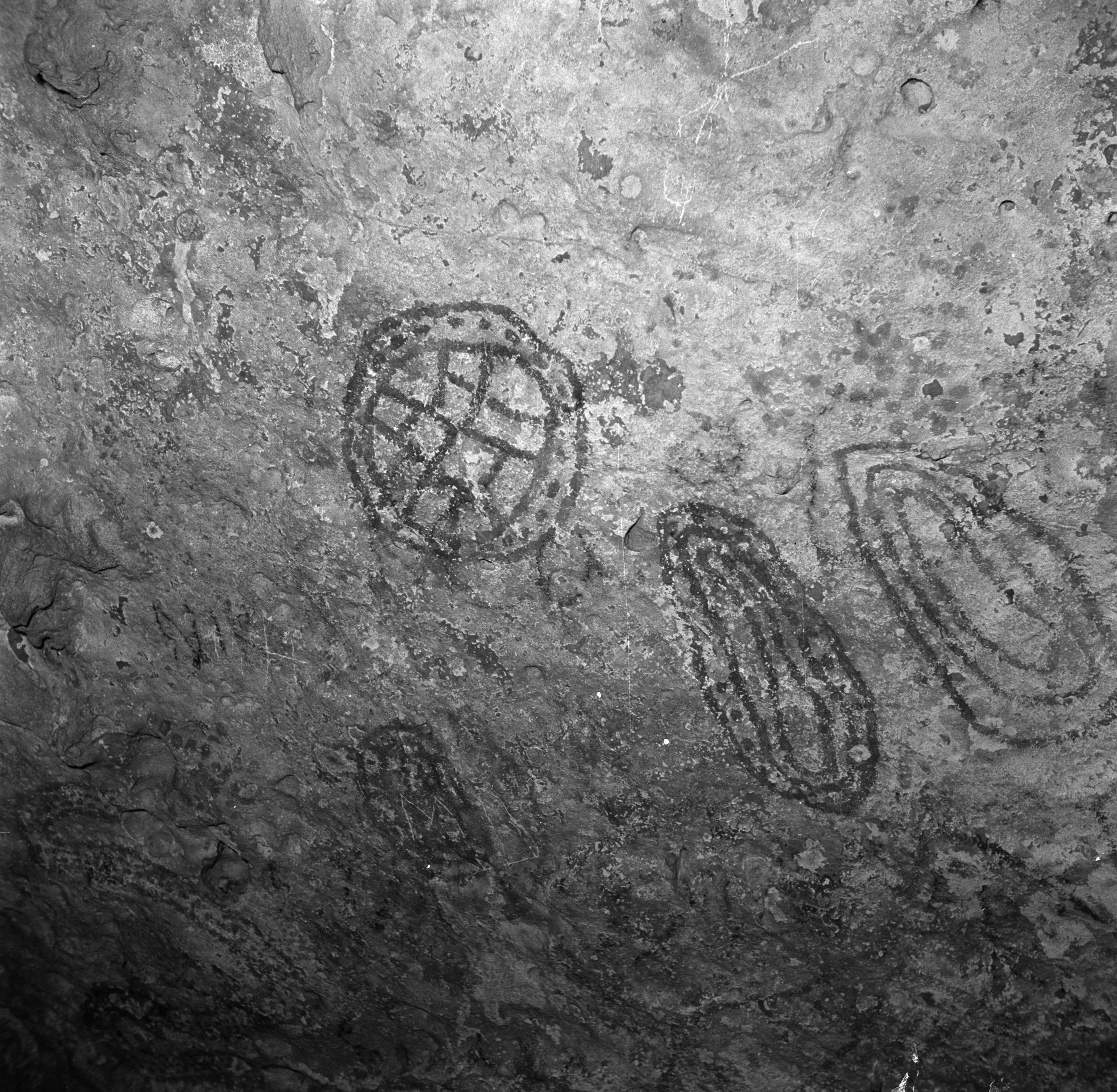
Indiaanse rotstekeningen in Boca Spelonk, Bonaire

 Van de rotstekeningen in de Onima-grotten nabij Rincon maakte Van Koolwijk in 1875 schetsen, die de eerste documentatie vormen van de prehistorische rotsschilderingen in Bonaire. Naast grotten komen Bonairiaanse rotstekeningen ook voor op plafonds van brandingsnissen en aan de schaduwzijde van blokken dioriet. In 1907 publiceerde Paul Euwens de tekeningen, die als 'hiërogliefen' werden aangeduid. Van Koolwijk deed ook op Curaçao en Aruba onderzoek naar pictogrammen. Tijdens zijn verblijf op Curaçao ontdekte hij diverse prehistorische nederzettingen op het eiland, zoals het dorp Ascension. Zijn grootste vondst was het dorp San Juan, gelegen op het westkustterras van Knip in Bandabou. Daarnaast had Van Koolwijk een aanzienlijke collectie aan schelp- en kreeftdieren bijeengebracht, die hij inventariseerde en met exacte vindplaats documenteerde. 

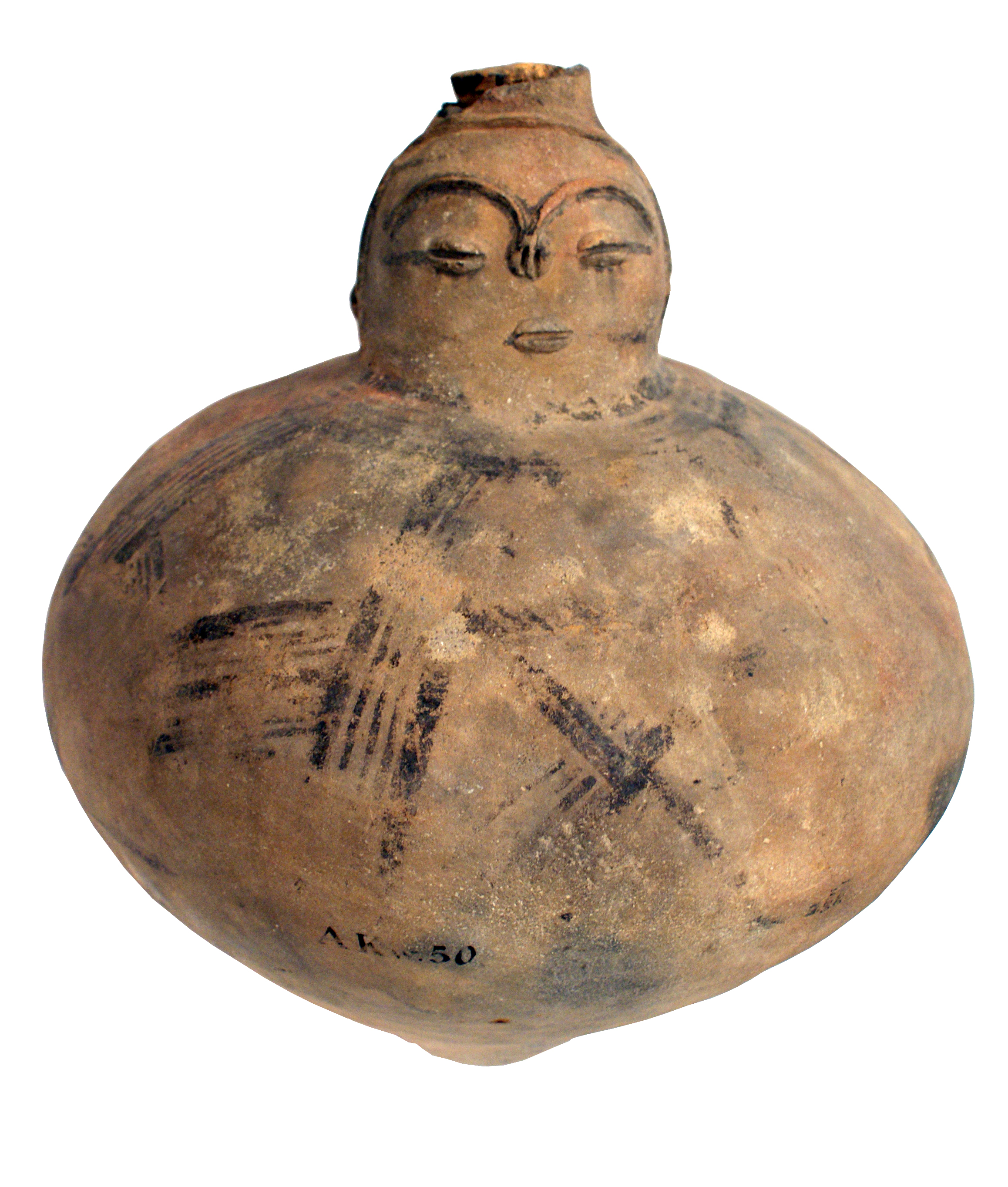
Gezichtskruik van aardewerk uit Aruba

 Op Aruba deed Van Koolwijk onderzoek naar het indianenkamp in Santa Cruz. Ook onderzocht hij andere sites in Fontein, Savaneta, Tanki Flip en Arikok. Hij verzamelde oppervlaktemateriaal en voerde kleine opgravingen uit naar de overblijfselen uit het precolumbiaanse tijdperk. Met de gevonden scherven, lithische fragmenten, schedels alsmede grote begrafenisurnen met lijken in hurkhouding kon bewezen worden, dat ook Karaïben op Aruba gewoond hebben vóór de Arowakken, die de bewoners waren toen de Spanjaarden het eiland ontdekten. In 1923 werden de opgravingen in Santa Cruz en San Juan voortgezet door antropoloog en conservator van het Rijks Ethnographisch Museum, Jan Petrus Benjamin de Josselin de Jong.

#### Collectie Van Koolwijk
In de jaren 1883, 1885, 1886 en 1887 schonk Van Koolwijk de verzamelde gegevens en materialen aan het Rijks Ethnographisch Museum te Leiden. Zijn schenkingen staan bekend als de Collectie-Van Koolwijk. 

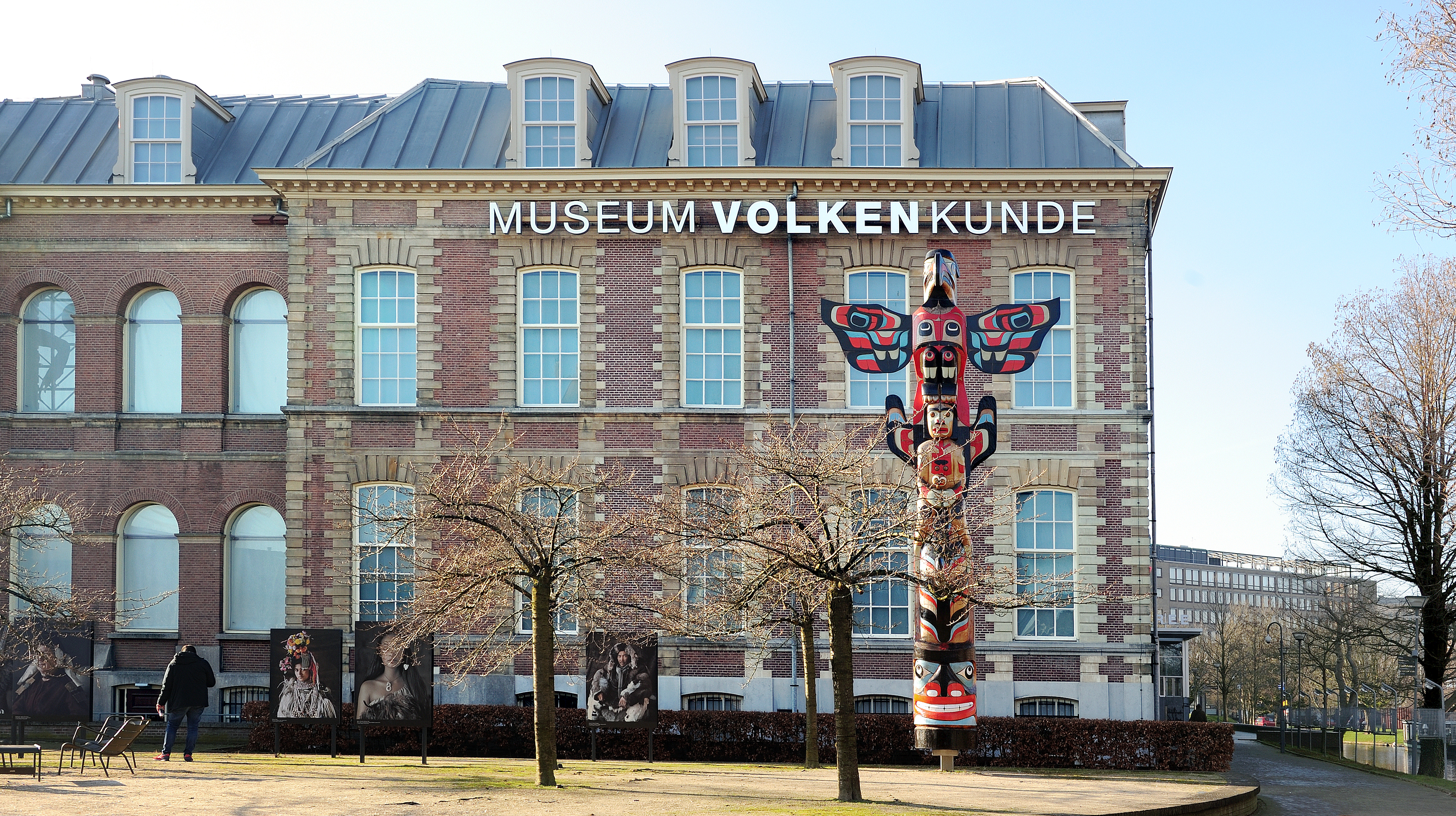
Museum Volkenkunde (voorheen Rijks Ethnographisch Museum) te Leiden

 In 1885 werden ruim 120 etnografische voorwerpen geschonken; hiervan verscheen een inventarislijst in de Nederlandsche Staatscourant van 16 september 1885. Sedert de opening van het Nationaal Archeologisch Museum van Aruba in 2009 bevinden zich daar in uitleen vijf artefacten, waaronder drie topstukken: een versierde kalebas, een keramische gezichtskruik en een keramische figurine. Ook zijn schenkingen van Van Koolwijk te vinden in het Koninklijk Penningkabinet (munten), Rijksmuseum van Natuurlijke Historie, Rijksmuseum van Geologie en Mineralogie, Nederlandsch Museum voor Geschiedenis en Kunst en de Hortus botanicus Leiden (pitten en zaden).

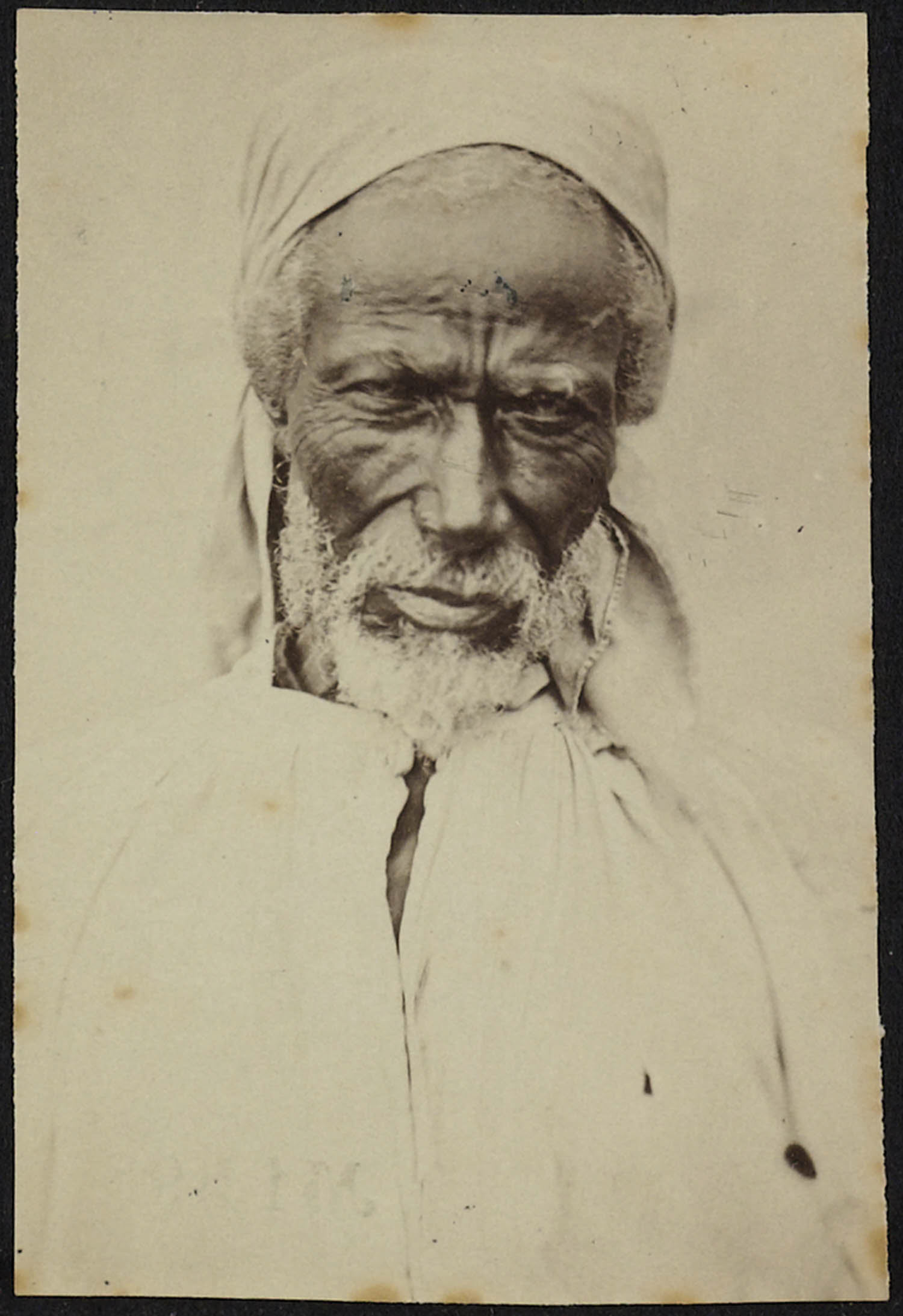
Portret van een oude man

### Fotograaf
Uit grote interesse voor de inwoners op Aruba maakte Van Koolwijk in 1887 een serie fotoportretten. In tegenstelling tot de portretten van studio Soublette et Fils fotografeerde hij enkel donkergekleurde personen.

### Overige
Van Koolwijk schreef veel, vooral over Aruba en haar verleden. Tot zijn publicaties behoort een korte woordenlijst van de door de Indianen op Aruba gesproken taal. Daarnaast onderzocht en verzamelde hij inheemse dieren en planten en de daaruit voortgebrachte producten. In 1883 nam hij deel aan de Internationale Koloniale en Uitvoerhandel Tentoonstelling in Amsterdam met een inzending van Arubaanse oliën, vetten, harsen en gommen, waaronder kalebasolie (Crescentia cujete), leguaanvet (Iguana delicatissima), vet van de heremietkreeft (Pagurus bernhardus), aloëhars (Aloë vera), wayakahars (Guaiacum officinale) en kasjoegom (Anacardium occidentale). De inzending werd in twee categorieën bekroond. Twee voor Aruba endemische soorten bolcactussen beschreven door Jan Valckenier Suringar zijn naar hem vernoemd: Melocactus koolwijkianus en Melocactus curvispinus subsp. koolwijkianus. Van Koolwijk was actief als lid van het Nederlands Handels-Museum en erelid van de Nederlandsche Maatschappij ter bevordering van Nijverheid. In 1897 werd hij benoemd tot erelid van het Geschied-, Taal-, Land- en Volkenkundig Genootschap gevestigd te Willemstad, Curaçao.

## Onderscheidingen
- Nederland: Ridder in de Orde van de Nederlandse Leeuw (1887)
- Venezuela: Officier in de Orde van Bolivar El Libertador[22][23]

## Publicaties
- Geschiedkundige beschrijving van het Huis Doddendaal te Ewijk (1900)
- Indiaansche opschriften voorkomende op het eiland Aruba en zoo getrouw mogelijk naar het oorspronkelijke geteekend
- De Indianen-Carai͏̈ben, oorspronkelijke bewoners van Curaçao (1881)
- De Indianen Carai͏̈ben van het eiland Aruba (West-Indie͏̈) (1882)
- Figuren, behoorende bij het artikel over de Indianen-Caraïben (1882)
- Bijdrage tot de taal der oude Indianen (1884)
- Berichten uit Aruba (1884)
- Parelvisscherij op Aruba (1884)
- De Aruba-Phosphaat-Maatschappij (1884)
- Het goudland Aruba (1884)
- Bronnen van mineraalwater op Aruba (1884)

- International Standard Name Identifier: 0000 0003 9410 1701
- Nederlandse Thesaurus van Auteursnamen: 07312334X
- Virtual International Authority File: 288493129
- WorldCat: E39PBJdx7CfppVHtyrvMXy8t8C